# Lionbridge
Lionbridge Technologies, Inc., conocida como Lionbridge, es una empresa establecida en Waltham, Massachusetts, EE. UU. que ofrece servicios de traducción, localización, internacionalización, interpretación, desarrollo de contenido, desarrollo de software y pruebas de software. La empresa, constituida en 1996, opera en más de 26 países como Costa Rica, España, Irlanda, Francia, India, Polonia, Japón, República Popular China y Brasil. Es considerada una de las compañías más grandes del mundo en la industria de la traducción.
En el logotipo se escribe L10NBRIDGE, como un juego con el numerónimo L10N de localización.

## Servicios de Lionbridge
Lionbridge ayuda a las empresas a desarrollar, traducir, realizar pruebas y mantener aplicaciones de tecnología y contenido.

### Traducción
Lionbridge ofrece soluciones para las necesidades de localización y traducción de empresas que operan a nivel mundial. Entre las áreas de especialización se encuentran la traducción y localización de sitios web, dispositivos móviles, software y ensayos clínicos. 
Los traductores en plantilla, agencias nacionales y expertos de Lionbridge preparan productos y contenido para los siguientes sectores: automoción, consumo, educación, servicios financieros, administración, ciencias naturales, industria manufacturera, tecnología y telecomunicaciones/móviles.

#### Freeway
Freeway es una plataforma de prestación de servicios de traducción en línea que utiliza Lionbridge. Se creó a partir del sistema de gestión de activos lingüísticos Logoport y se trata de una aplicación web adaptable. Permite incluir usuarios nuevos de forma inmediata y publicar simultáneamente funciones nuevas para los usuarios.

#### Servicios de calidad lingüística (LQS)
Los Servicios de calidad lingüística (LQS) son una división de Lionbridge que ofrece servicios de auditoría y asesoramiento lingüísticos muy especializados en 80 idiomas. LQS ofrece a los clientes soluciones personalizadas diseñadas específicamente a cubrir sus necesidades y ofrecerles toda una serie de opciones que les permitan crear su propio modelo de validación de calidad específico.

### Interpretación
Lionbridge ofrece servicios de interpretación en todo el mundo.  El centro más importante de prestación de servicios de interpretación de la empresa es la unidad de negocio de Administración, situada en Washington D. C.. Lionbridge presta servicio a clientes en numerosas áreas: empresas, servicios médicos y sociales y organismos oficiales, con especial énfasis en los clientes de la administración federal.   Ejemplos de clientes de la administración son el Departamento de Justicia de EE. UU. y el Departamento de Seguridad Nacional de EE. UU..
Uno de los contratos administrativos de mayor duración de Lionbridge es el celebrado con la Oficina Ejecutiva para la Revisión de Casos de Inmigración (EOIR), que ofrece intérpretes jurados en más de 100 tribunales de inmigración en todo el mundo.  Lionbridge celebró este contrato en 1986 y hasta la fecha ha proporcionado intérpretes en más de 350 idiomas y dialectos.  Debido a la naturaleza de los requisitos de los tribunales de inmigración, muchos de estos idiomas rara vez se interpretan oficialmente en contextos jurídicos y cuentan con muy pocos intérpretes cualificados.  Para tratar este problema, Lionbridge ha desarrollado numerosos procedimientos de pruebas y garantía de calidad para su grupo de intérpretes en tribunales de inmigración.
El departamento de administración de Lionbridge ofrece toda una serie de servicios lingüísticos a sus clientes administrativos, lo que incluye interpretación telefónica, monitores de grado III, interpretación de conferencia, traducción y localización, así como lingüistas directamente empleados en oficinas del gobierno federal.
En Irlanda, Lionbridge ofrece intérpretes a la Oficina del Alto Comisionado para los refugiados, el Tribunal de Apelaciones para Refugiados y el Servicio de Tribunales. 

### Internacionalización
Lionbridge ofrece servicios de Internacionalización ("i18n") como las auditorías, que ayudan a identificar y solucionar problemas, la formación en i18n, la codificación y la activación, consultoría y presteza de la localización, así como las pruebas funcionales de i18n.

### Desarrollo y pruebas de software
Lionbridge ofrece desarrollo de aplicaciones y servicios de pruebas de software y mantenimiento.  Entre las especialidades de las pruebas de software se encuentran las pruebas de rendimiento, las pruebas de funcionalidad, las pruebas de localización, las pruebas de almacenamiento, las pruebas de dispositivos móviles, los análisis de los requisitos, las pruebas de aceptación de usuarios, la automatización de las pruebas, el análisis de la competencia, las pruebas de certificación y el asesoramiento en procesos de pruebas de software.  Las funciones de desarrollo incluyen la ingeniería adaptada de productos, la migración de datos y el mantenimiento de aplicaciones.

## Archivo de noticias

### Premios y reconocimientos
En octubre de 2008, Lionbridge fue elegida "Proveedor del año" por Microsoft.  Seleccionados por un grupo de ejecutivos de Microsoft, los ganadores de este premio a la excelencia de MSVP, MSVP Excellence Awards, son galardonados por el servicio excepcional que prestan a la empresa. Para poder participar en este concurso, los proveedores deben ser nominados por un empleado de Microsoft en función de aspectos como el valor, la calidad, la flexibilidad, la innovación, la seguridad y la privacidad.
En septiembre de 2008, Lionbridge fue seleccionada por TrainingOutsourcing.com como una de las 20 empresas de la industria de la subcontratación para la formación en 2008. Se trata del tercer año consecutivo que Lionbridge forma parte de esta lista.
También en ese mismo mes, Lionbridge ganó el premio internacional Stevie® por el "Mejor producto o servicio nuevo - Servicios".  También en ese mismo mes, Lionbridge ganó el premio internacional Stevie® por el "Mejor producto o servicio nuevo - Servicios". Lionbridge fue reconocida en esta categoría gracias a su “Linguistic Toolbox,” un componente de su plataforma SaaS (Software as a Service) de Freeway basada en la web.

### Formación en sida
En 2006, Lionbridge colaboró con el Proyecto Well para crear una solución de traducción, gestión y mantenimiento de contenido en el sitio web Well Project, para ayudar a las mujeres con VIH y sida.

## Consulte también
- Logoport